# U-Bahnhof Steinstraße

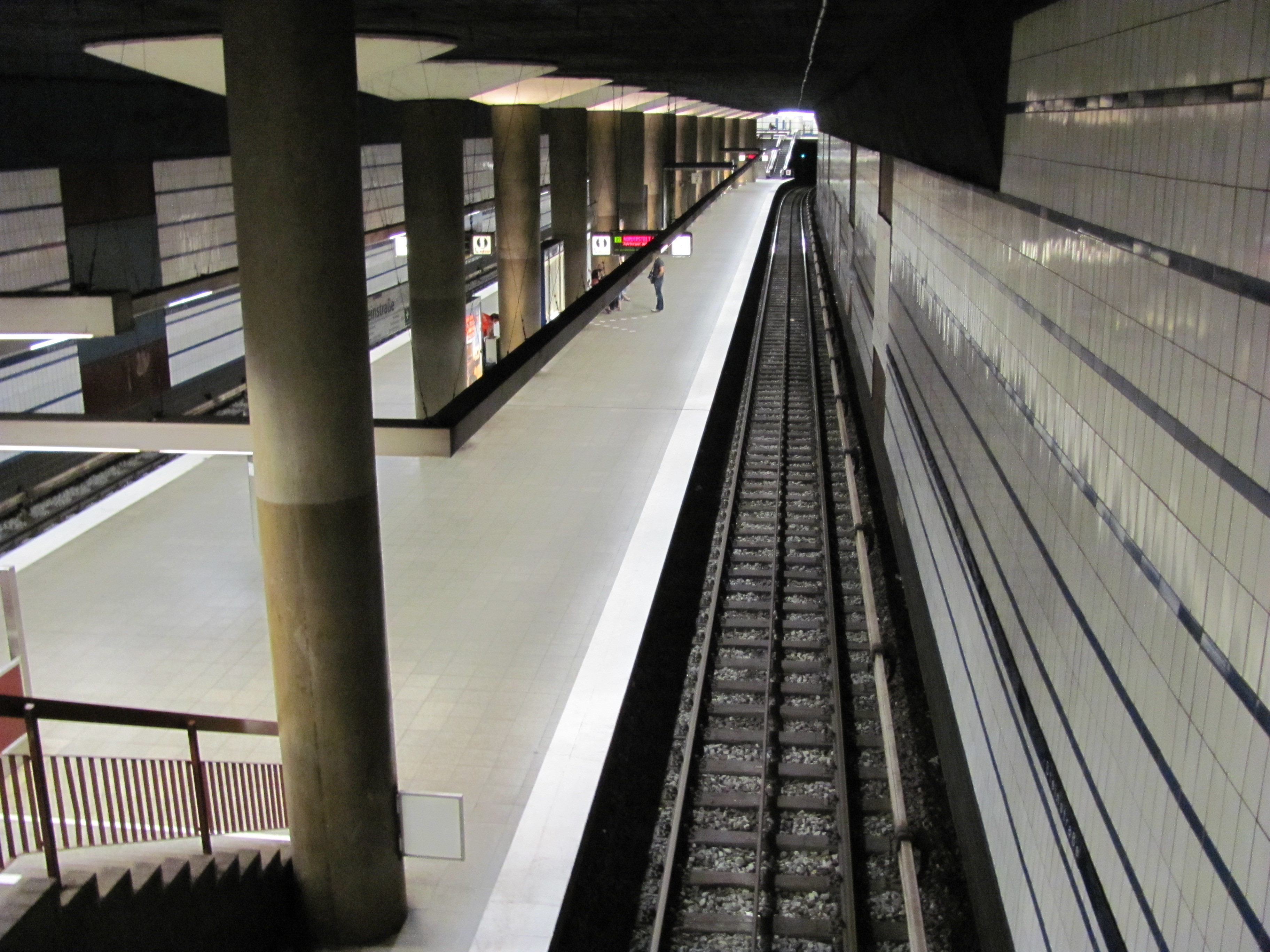
Von früheren Kiosken befreiter Bahnsteig

Der U-Bahnhof Steinstraße ist eine Tunnel-Haltestelle der Hamburger U-Bahn in der Innenstadt (Stadtteil Hamburg-Altstadt). Das Kürzel der Station bei der Betreiber-Gesellschaft Hamburger Hochbahn lautet „ST“. Der U-Bahnhof hat täglich 10.275 Ein- und Aussteiger (Mo–Fr, 2019).

## Aufbau
Steinstraße ist eine Station der Linie U1. Sie liegt am östlichen Rand der Hamburger Innenstadt zwischen dem Deichtorplatz und der namensgebenden Steinstraße. Die U-Bahn fährt hier unter dem parallel verlaufenden Wallring-Straßentunnel, der Teil des Ring 1 um die Innenstadt ist. Entsprechend befindet sich der Bahnsteig in großer Tiefe. An beiden Enden des Mittelbahnsteigs führen je eine Rolltreppe und eine feste Treppe zu Zwischengeschossen. Das südliche Zwischengeschoss befindet sich auf der −1-Ebene und führt direkt zu einem Fußgängertunnel, der den Deichtorplatz von der Amsinckstraße kommend zum Johanniswall (Kontorhausviertel mit Sprinkenhof) unterquert. In dieser Tunnelanlage befindet sich, durch Sperrgitter vom Fußgängerbereich abgetrennt, der Fahrradbereich, der auf der Ostseite eine Rampe aufweist, an der Westseite allerdings ebenfalls Treppen zur Oberfläche. Das entsprechende Zwischengeschoss auf der Nordseite der am Geesthang liegenden Station befindet sich deswegen in der −2-Ebene, von der hier in westlicher Richtung drei Rolltreppen (von denen eine festgesetzt ist) zu einem Verteilergeschoss in der −1-Ebene führen, von der mehrere Treppen zu den Ausgängen im Bereich Steinstraße/Johanniswall/Lange Mühren führen. In den Zwischengeschossen befanden sich früher die Fahrkartenschalter und die Sperrenanlagen. Diese wurden Ende der 1970er Jahre abgebaut, nachdem bereits Ende der 1960er Jahre mehrere Fahrkartenautomaten (für jede Preisstufe einer) aufgestellt wurden, die Mitte der 1970er Jahre durch zwei Mehrpreis-Fahrkartenautomaten in jeder Schalterhalle ersetzt wurden. In der südlichen Schalterhalle, die auch einen direkten Zugang zur früher hier verkehrenden Straßenbahn Richtung Veddel, Wilhelmsburg und Harburg bot, befand sich früher ein Schnellimbiss und ein Bäcker-Kiosk. Auf dem Bahnsteig selbst befanden sich noch in den 1970er Jahren ein Zeitungs- und ein Zigaretten-Kiosk, die nach Auszug der Pächter zunächst mit Platten verschlossen und später abgebaut wurden. Nach Einführung der Selbstabfertigung durch die Zugfahrer über Monitore im Fahrzeug wurde das Zugabfertigungs-Häuschen auf dem Bahnsteig ebenfalls abgetragen und die Station renoviert. Dabei wurde auch die Beleuchtung geändert.
Die beiden Nachbarstationen Hauptbahnhof Süd und Meßberg liegen jeweils weniger als 500 Meter entfernt, es sind die kürzesten Haltestellenabstände der gesamten Linie U1.

## Geschichte
Die U-Bahn-Haltestelle Steinstraße ist Teil der Verlängerung der vor dem Zweiten Weltkrieg gebauten „Kell-Jung-Linie“ von der damaligen Endstation Jungfernstieg zum Hauptbahnhof, die in den späten 1950er Jahren gebaut wurde. Der Streckenabschnitt Meßberg bis Hauptbahnhof mit der Haltestelle Steinstraße konnte im Oktober 1960 eröffnet werden. Die Architekten der Station waren Gottfried Schramm und Jürgen Elingius.
Seit dem 8. Juli 2021 gilt die Station als barrierefrei. Dafür wurde der Bahnsteig teilerhöht und mit Blindenleitstreifen versehen. Ein Fahrstuhl führt direkt zwischen den beiden Röhren des Wallringtunnels hindurch auf eine Verkehrsinsel.

## Weitere Linien
An der Station bestehen heute Umsteigemöglichkeiten zu je zwei Metrobus-, Stadtbus- und Nachtbuslinien, die nördlich des Deichtorplatzes ihre Haltestelle haben. Die stadteinwärtige Bushaltestelle befindet sich auf der ehemaligen Straßenbahntrasse zwischen den Einfahrten zum Wallringtunnel und ist direkt über eine eigene Treppe vom Fußgängertunnel aus erreichbar.
| Linie | Verlauf |
| ----- | --- |
| U 1   | Norderstedt Mitte – Richtweg – Garstedt – Ochsenzoll – Kiwittsmoor – Langenhorn Nord – Langenhorn Markt – Fuhlsbüttel Nord – Fuhlsbüttel – Klein Borstel – Ohlsdorf – Sengelmannstraße (City Nord) – Alsterdorf – Lattenkamp (Sporthalle) – Hudtwalckerstraße – Kellinghusenstraße – Klosterstern – Hallerstraße – Stephansplatz (Oper/CCH) – Jungfernstieg – Meßberg – Steinstraße – Hauptbahnhof Süd – Lohmühlenstraße – Lübecker Straße – Wartenau – Ritterstraße – Wandsbeker Chaussee – Wandsbek Markt – Straßburger Straße – Alter Teichweg – Wandsbek-Gartenstadt – Trabrennbahn – Farmsen – Oldenfelde – Berne – Meiendorfer Weg – Volksdorf / Streckenast Ohlstedt – Buckhorn – Hoisbüttel – Ohlstedt \ Streckenast Großhansdorf – Buchenkamp – Ahrensburg West – Ahrensburg Ost – Schmalenbeck – Kiekut – Großhansdorf |